# Jaroslav Preiss

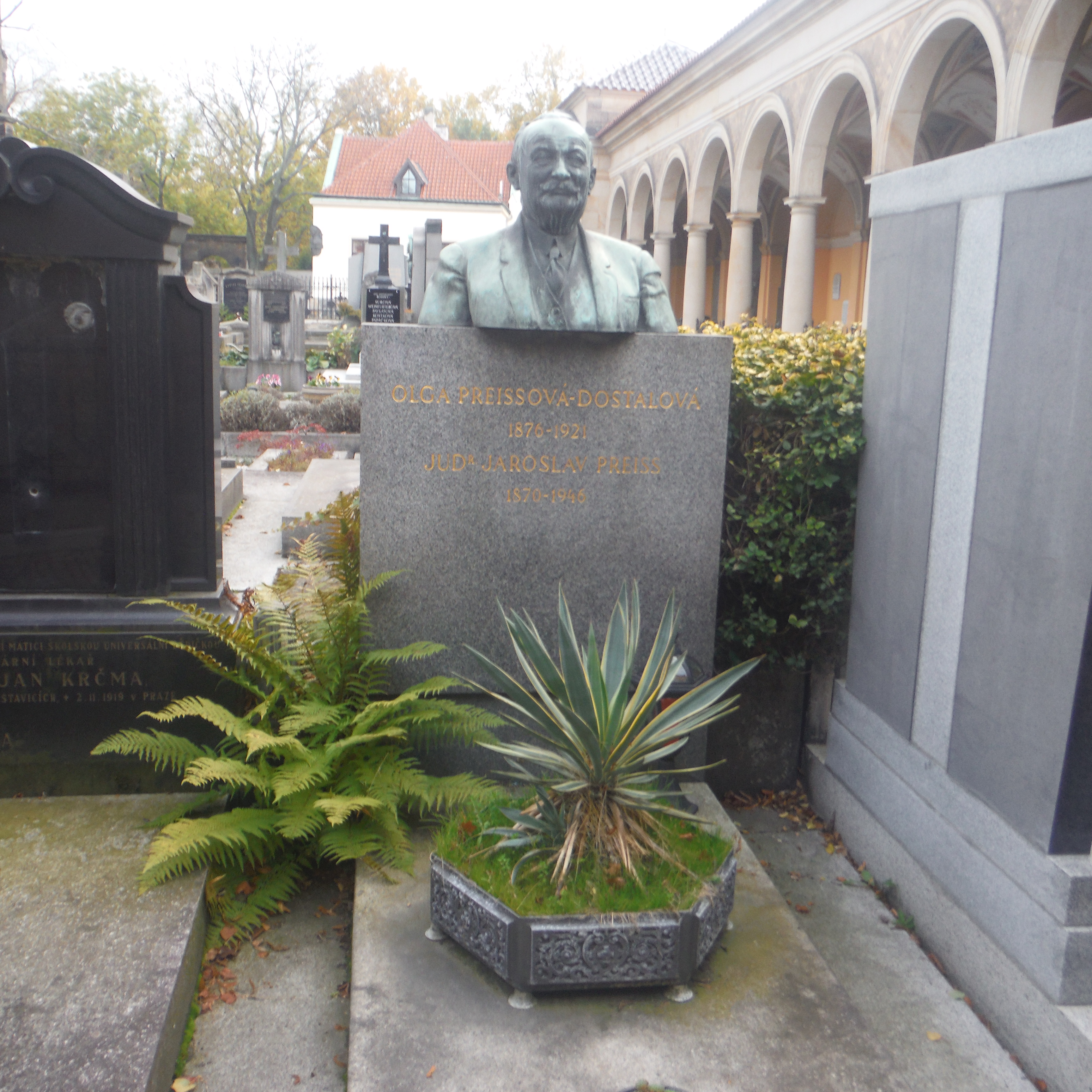
Hrob na Vyšehradském hřbitově

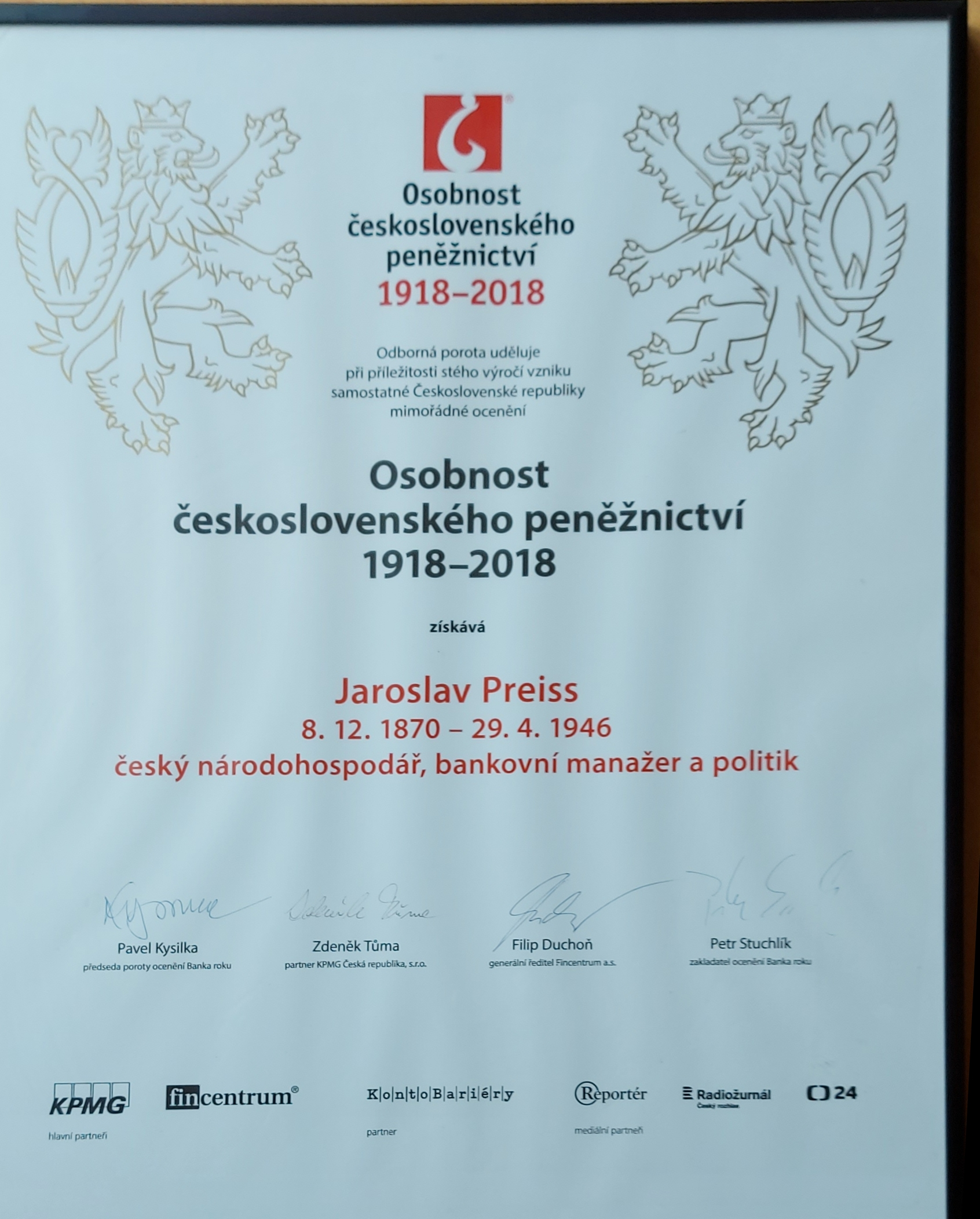
Ocenění

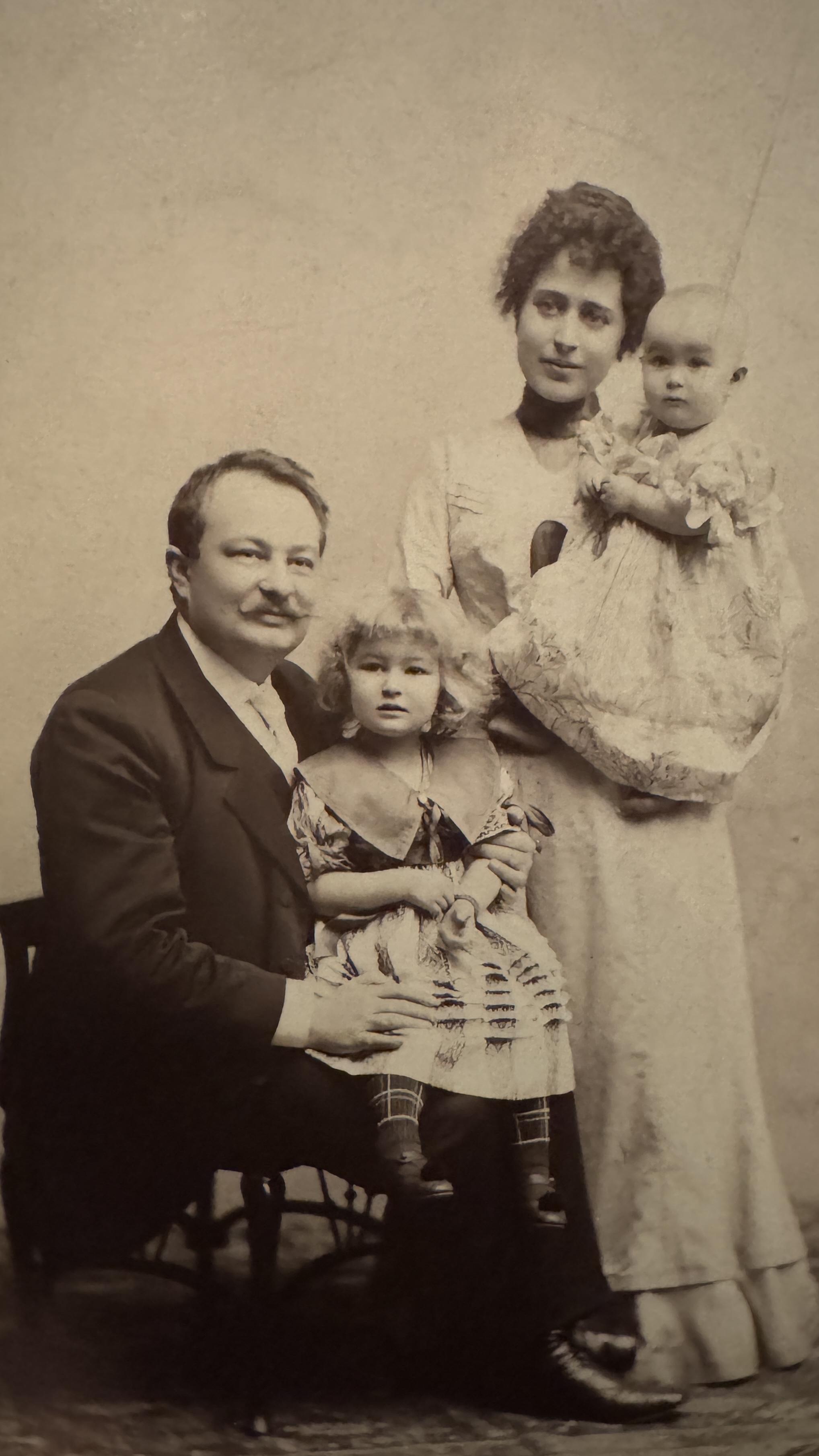
Jaroslav Preiss s chotí Olgou Preissovou (Dostalovou za svobodna) a jejich 2 dcerami.

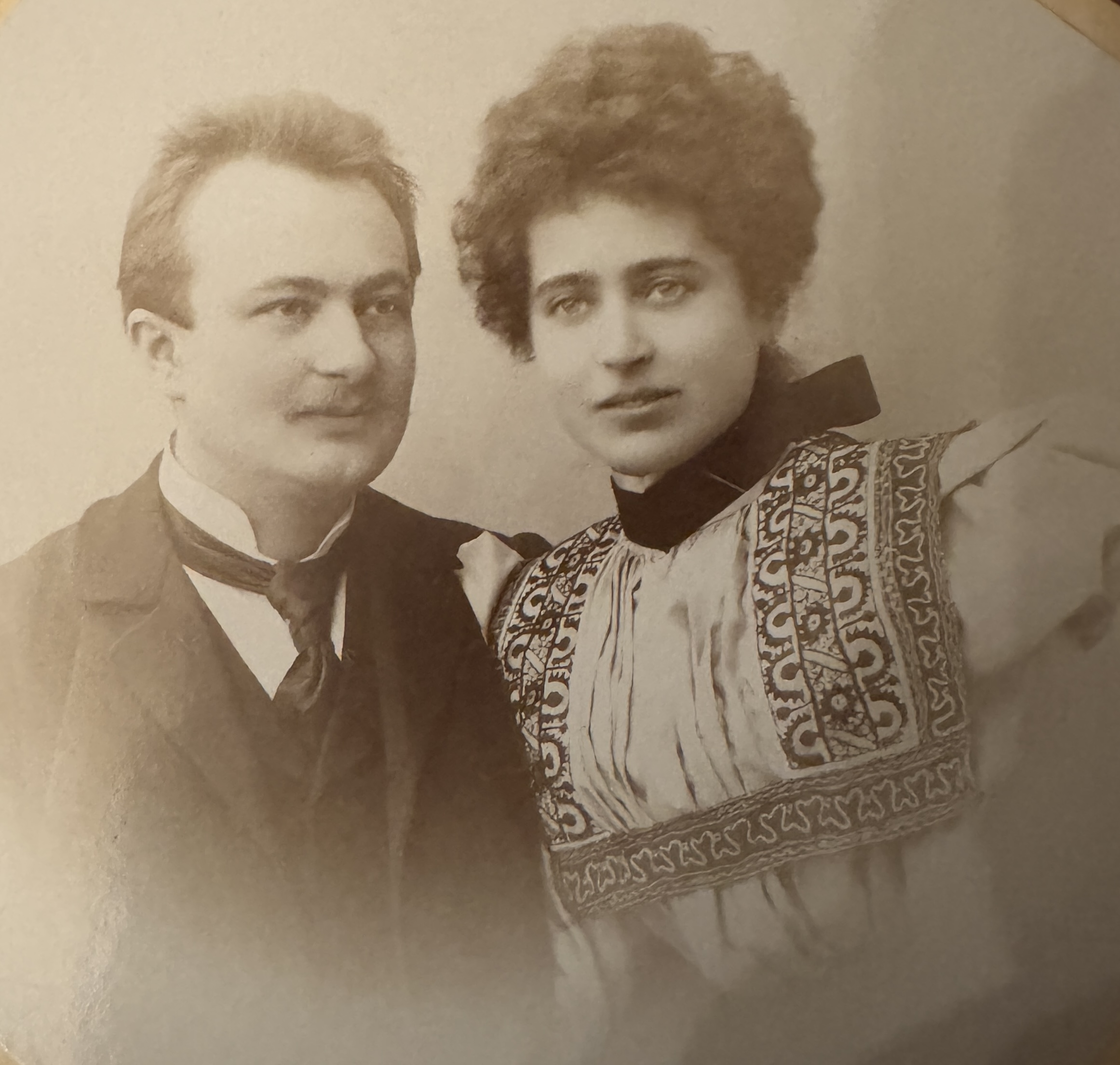
Jaroslav Preiss s chotí Olgou Dostalovou Preissovou

Jaroslav Preiss (8. prosince 1870 Přeštice – 29. dubna 1946 Praha) byl český bankéř, národohospodář, ředitel Živnostenské banky, politik mladočeské strany a meziválečný poslanec za Českou státoprávní demokracii, respektive Československou národní demokracii. Byl jedním z nejvýznamnějších představitelů Živnostenské banky a díky svému postavení jedním z nejvlivnějších mužů první československé republiky.

## Biografie
Jaroslav Preiss se narodil 8. prosince 1870 v Přešticích u Plzně v rodině českého soudního úředníka. Rodina se 2 měsíce po jeho narození přestěhovala do Domažlic, kde vystudoval osmileté gymnázium. 

### Studium
Při studiu na gymnáziu v Domažlicích poznal spisovatele Jindřicha Šimona Baara či filozofa Emanuela Rádla a „nasákl" pevným chodským vlastenectvím. Po maturitě v Domažlicích (datum závěrečných zkoušek r. 1889) studoval práva ve Štýrském Hradci, v Lipsku a na české právnické fakultě v Praze. V roce 1889 se stal členem literárního a řečnického spolku Slavia, sdružoval nejbojovnější zástupce českých akademiků. Od roku 1900 byl redaktorem hospodářské rubriky Národních listů, později odborných časopisů. Od roku 1904 redigoval Finanční listy, vydávané Živnostenskou bankou (hovorově: Živnobanka).

### Živnostenská banka
Do Živnostenské banky nastoupil v roce 1907 na místo šéfa průmyslového a hypotekárního oddělení a v letech 1917–1938 byl jejím vrchním ředitelem. Banka měla v české ekonomice rozhodující vliv a vlastnila takřka polovinu tehdejšího československého průmyslu. Preiss založil Spolek továrníků a výrobců hospodářských strojů, po jeho reorganizaci a přejmenování na Ústřední svaz českých průmyslníků se stal v roce 1918 jeho místopředsedou a v roce 1930 předsedou svazu. V roce 1938 Jaroslav Preiss onemocněl a z čela Živnobanky odstoupil.
Značný vliv měl Preiss v jednom z největších československých průmyslových podniků, v Českomoravské-Kolben-Daněk (ČKD), jehož byla Živnobanka největším akcionářem. Od května 1930 zastával funkci předsedy správní rady ČKD.

### Působení v politice
Angažoval se i v politice. Koncem 19. století byl součástí studentského hnutí pokrokářů, přičemž náležel (podobně jako například Alois Rašín) k frakci, která tíhla k mladočechům. Počátkem 20. století už patřil mezi členy Národní strany svobodomyslné (mladočeské) a v jejím rámci k představitelům mladé generace okolo Karla Kramáře, kteří stranu v první dekádě nového století ovládli. V zemských volbách roku 1908 byl zvolen poslancem zemského sněmu za městskou kurii, obvod Dvůr Králové, Náchod, Hořice, Nové Město n. Metují. Byl kandidátem mladočeské strany.
Za první světové války byl spolu s Rašínem a Kramářem zatčen a odsouzen pro velezradu. Pak ale byl po nástupu nového (a posledního) rakouského císaře Karla I. amnestován a zapojil se opět do veřejného života. 28. října 1918 jednal společně s Karlem Kramářem v Ženevě s Edvardem Benešem o podobě budoucího státu.
Od roku 1918 zasedal v Revolučním národním shromáždění za Českou státoprávní demokracii, respektive za Československou národní demokracii, která z ní vznikla. Na mandát rezignoval na 72. schůzi v září 1919.
Pak už formálně nebyl členem národní demokracie, ale o stranu stále jevil zájem a ovlivňoval vnitrostranické dění. V druhé polovině 20. let podporoval takzvané průmyslové křídlo národní demokracie, tvořené pragmatickými podnikatelskými postavami, jako byli Ladislav Novák, Bohdan Bečka a František Hodáč, které odmítaly protihradní výstřelky Karla Kramáře a Františka Síse.
Přestože mu v době Protektorátu Čechy a Morava byla za odmítnutí spolupráce uložena pětimilionová pokuta, kterou zaplatil, byl v roce 1945 internován na Pankráci, odkud byl v dubnu 1946 propuštěn. Zemřel již o tři dny později a pohřben byl na Vyšehradském hřbitově.

### Soukromý život a rodina
Jaroslav Preiss byl dvakrát ženatý. V roce 1898 se oženil s Olgou Dostalovou (21. března 1876 Veleslavín – 29. dubna 1921 Praha), starší sestrou herečky Národního divadla Leopoldy Dostalové. Manželé měli tři dcery, Olgu (1899–1973), Jaroslavu (1902–1943) a Věru (1904–??). V roce 1936 se Jaroslav Preiss podruhé oženil s Jarmilou Dimmerovou. 
Synové náčelníka Sokola JUDr. Josefa Eugena Scheinera si vzali za manželky Olgu a Jaroslavu, Věra uzavřela sňatek s JUDr. Josefem "Joe" Hartmannem, později vysokým funkcionářem československého cukrovarnického průmyslu. JUDr. Josef (Južík) Scheiner ml. pojal za choť Olgu, pozdější docent vnitřního lékařství MUDr. Jiří Scheiner se oženil s Jaroslavou, která zemřela v důsledku nemoci v roce 1943.
- Manželka Olga Dostalová (21.3.1876–29.4.1921)
  - Olga Preissová ml. (1899–1973), manželka JUDr. Josefa (Južíka) Scheinera ml.
  - Jaroslava Preissová (1902–1943), manželka MUDr. Jiřího Scheinera
  - Věra Preissová (1904–??), manželka JUDr. Josefa "Joe" Hartmanna
- Manželka Jarmila Dimmerová

### Ocenění
Jaroslavu Preissovi bylo odbornou porotou v rámci stého výročí vzniku samostatné Československé republiky uděleno mimořádné ocenění Osobnost československého peněžnictví 1918-2018.

## Podporovatel české kultury

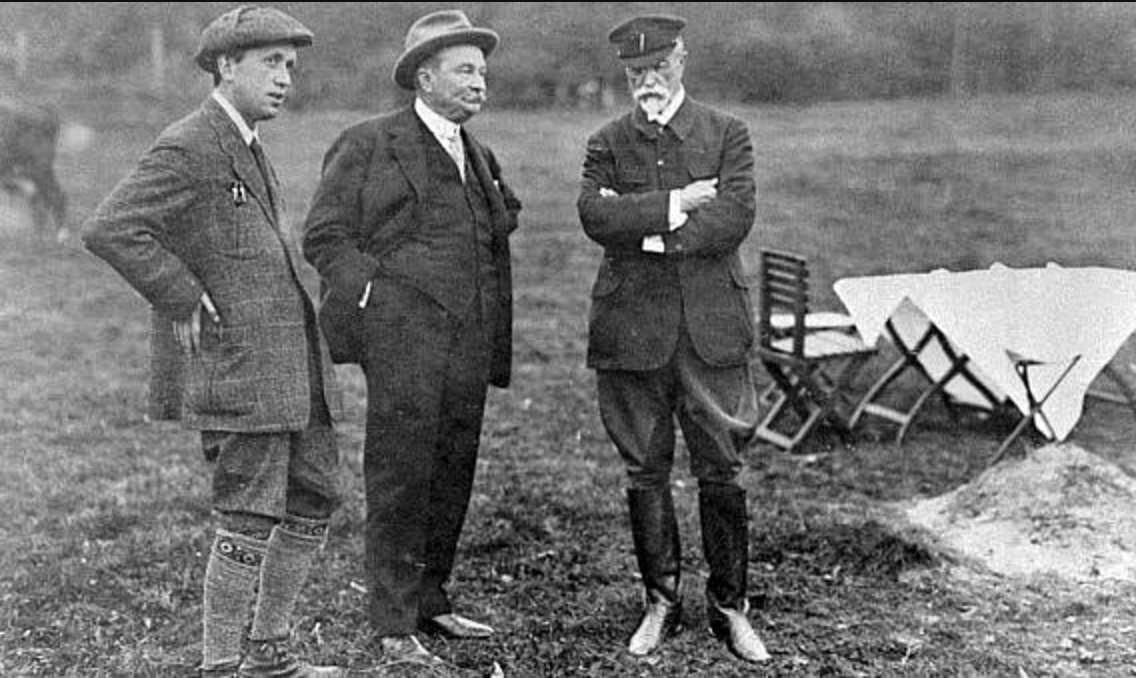
Setkání (zleva) - Karel Čapek, Jaroslav Preiss a T. G. Masaryk

Jaroslav Preiss byl nadšeným sběratelem starého i současného českého umění a bibliofilem. Od roku 1929 do roku 1941 byl prezidentem zemského správního výboru Národního muzea v Praze. Do historických sbírek odkázal několik artefaktů. Dále byl členem Národohospodářského ústavu a kuratoria Moderní galerie. Přátelil se s umělci a dal se několikrát portrétovat. Jeho poslední portrét z roku 1946 namaloval Vratislav Nechleba.
Byl vášnivým sběratelem umění, především obrazů (Aleše, Marolda, Čermáka, Mánesa, Švabinského, Nechleby, Strettiho apod.) a drahocenných knih, přičemž po T. G. Masarykovi vlastnil druhou největší knihovnu v ČR, s takřka 40 000 kusy knih.
Zemský národní výbor vydal 23. listopadu rozhodnutí o konfiskaci majetku již zemřelého J. Preisse. Obrazy z jeho soukromé sbírky v počtu více než dvou set kusů přešly do správy Národní galerie.
Finančně se podílel na stavbě Mánesa, Národního technického muzea, podporoval činnost Kramářem založené Moderní galerie apod.

## Pedagogická činnost
Na Právnické fakultě Univerzity Karlovy v Praze přednášel politickou ekonomii a vydal několik odborných knih.